# Premios Ondas
Os Premios Ondas é uma condecoração realizada anualmente pela Radio Barcelona, emissora da cadeia de rádio SER, desde 1954. É também o nome do prêmios entregues nesse evento para os profissionais de rádio, televisão, cinema, propaganda e música. São os primeiros prêmios de rádio e televisão instituídos na Espanha, gozando de grande prestígio para a mídia e universo artístico daquele país.

## História
Foram criados por Manuel Tarín Iglesias, diretor da emissora decana de rádio espanhol, Radio Barcelona, coincidindo com os atos de celebração de seu 30º aniversário. Antecede ao prêmio o Concurso Anual de Guiones, cuja primeira edição realizou-se em 1953. O nome do prêmio foi baseado na extinta revista Ondas, editada também pela Unión Radio, embrião da atual Cadeia Radiofônica SER.
Os Premios Ondas foram entregues pela primeira vez em 1954, exatamente no 14 de novembro, ao ser esta data da primeira transmissão radiofônica da Radio Barcelona. Inicialmente os prêmios eram entregues somente aos profissionais e programas da rádio espanhol, sendo premiados na primeira edição Bobby Deglanpe, José Iglesias “El Zorro” e Pedro Pablo Ayuso, entre outros.
Dois anos mais tarde, em 1956, é criada a categoria de prêmios internacionais. Em 1957 incorporou-se às categorias os prêmios para televisão, sendo Laura Valenzuela a primeira ganhadora.
No final dos anos oitenta, a entrada do Grupo Prisa na propriedade da SER deliberou a ampliação dos Ondas a novas categorias, o cinema (categoria criada em 1991) e a música (1992). Em 1999 foi introduzido um reconhecimento à propaganda radiofônica.
A edição de 2009 teve seu momento polêmico ao ser concedido um prêmio (na categoria de melhor apresentador de televisão) ao jornalista Jorge Javier Vázquez, condecoração que foi considerada vergonhosa por boa parte dos profissionais do setor, o que levou Carlos Francino, que deveria entregar a Vázquez o prêmio, se negar a fazê-lo.